# Ferdinand Rosenhagen
Johann Georg Ferdinand Rosenhagen (* 16. November 1830 in Ahrensburg; † 30. Januar 1920 in Altona) war ein preußischer Regierungsrat sowie Senator und Bürgermeister der Stadt Altona.

## Leben
Johann Georg Ferdinand Rosenhagen wurde als Sohn des Gutsinspektors Georg Christoph Rosenhagen in Ahrensburg geboren. Christian Wilhelm Gustav Rosenhagen war sein älterer Bruder. Als Schüler wurde er von Pastor Carl Nicolaus Kähler in Flemhude unterrichtet, bevor er die Gymnasien in Flensburg und Schleswig besuchte. 1848 ging er als Freiwilliger zur Schleswig-Holsteinischen Armee und nahm im Zuge der Schleswig-Holsteinischen Erhebung 1850 an der Schlacht bei Idstedt teil. Anschließend studierte er Rechtswissenschaft in Kiel und Jena und wurde 1855 nach bestandenem Examen Justizsekretär in Wandsbek.
Nach 1864 arbeitete er für die neu eingerichtete preußische Verwaltung in Schleswig, zuletzt als Regierungsrat, bevor er 1870 in Altona zum Senator gewählt wurde. 1883 schließlich wurde er zweiter Bürgermeister der Stadt und übte dieses Amt bis 1908 aus. Zusätzlich führte er 1905 für ein Dreivierteljahr kommissarisch die Amtsgeschäfte des Oberbürgermeisters der Stadt.
Seit 1865 war Rosenhagen mit Emily, geb. Lundt, verheiratet, ihr ältester Sohn war der Philologe Gustav Rosenhagen.
Ferdinand Rosenhagen war Träger des Ritterkreuzes des Kaiserlich Brasilianischen Rosenordens. 1908 wurde er zum Ehrenbürger Altonas ernannt und erhielt den Preußischen Königlichen Kronenorden 2. Klasse.